# Rathen
Rathen je lázeňská obec v německé spolkové zemi Sasko. Nachází se v zemském okrese Saské Švýcarsko-Východní Krušné hory asi 35 km jihovýchodně od Drážďan. Rathen má 333 obyvatel a je tak počtem obyvatel i rozlohou nejmenší obcí v Sasku. Leží pod skalní scenérií Labských pískovců v Saském Švýcarsku. Obec patří do správního společenství Königstein.

## Správní členění
Rathen se oficiálně nedělí na místní části. Skládá se ovšem ze dvou částí, které jsou od sebe odděleny řekou Labe. Oberrathen leží na levém břehu řeky a vede sem silnice. Ve vsi je také stanice na železniční trati. Niederrathen se nachází na pravém břehu řeky a je přístupná z Oberrathenu historickým lanovým kyvadlovým přívozem, který je kulturní památkou.

## Turistika

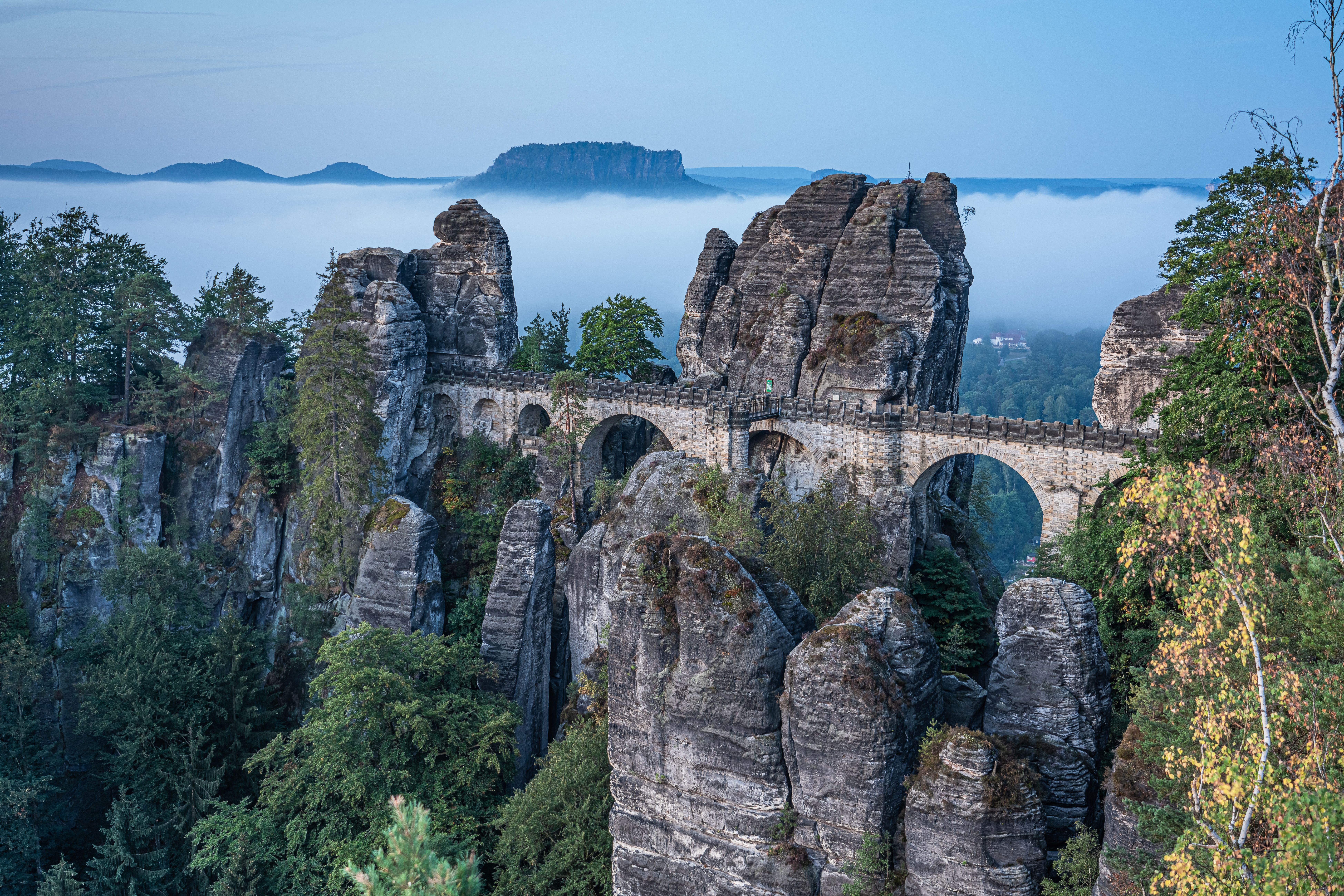
Most ve skalách Bastei

Státem uznané lázně Rathen jsou výchozím bodem pro výlety do západní části Saského Švýcarska. Odtud se lze dostat k Baště (Bastei). Nebo přes Amselgrund – údolím Zeleného potoka (Grünbach) vede cesta k dalším různým skalním útvarům.

## Zajímavosti
- Bastei – most ve skalách, vyhlídky do skal a do Labského údolí, Švýcarský dům
- Rododendronový park
- Hrady Neurathen a Altrathen
- Svět železnice (Eisenbahnwelten) v Oberrathenu

## Starostovské volby 2022
Ve starostovských volbách 12. června 2022 byl starostou zvolen Roman Rolof (Freie Wähler), který získal 91,4 % hlasů.